# Сан-Педру-ду-Сул (Португалия)
Сан-Педру-ду-Сул (порт. São Pedro do Sul; [sɐ̃ũ 'pedɾu du suɫ]) — посёлок городского типа в Португалии, центр одноимённого муниципалитета в составе округа Визеу. Находится в составе крупной городской агломерации Большое Визеу. По старому административному делению входил в провинцию Бейра-Алта. Входит в экономико-статистический субрегион Дан-Лафойнш, который входит в Центральный регион. Численность населения — 4 тыс. жителей (посёлок), 19,1 тыс. жителей (муниципалитет) на 2001 год. Занимает площадь 348,68 км².
Покровителем посёлка считается Апостол Пётр (порт. São Pedro; [ ]). Праздник посёлка — 29 июня.

## Расположение
Посёлок расположен в 17 км на северо-запад от адм. центра округа города Визеу.
Муниципалитет граничит:
- на северо-востоке — муниципалитет Каштру-Дайре
- на юго-востоке — муниципалитет Визеу
- на юге — муниципалитеты Возела, Оливейра-де-Фрадеш
- на западе — муниципалитеты Оливейра-де-Фрадеш, Вале-де-Камбра
- на северо-западе — муниципалитет Арока

## История
Посёлок основан в 1836 году.

## Население
| Численность населения муниципалитета по годам | Численность населения муниципалитета по годам | Численность населения муниципалитета по годам | Численность населения муниципалитета по годам | Численность населения муниципалитета по годам | Численность населения муниципалитета по годам | Численность населения муниципалитета по годам | Численность населения муниципалитета по годам |
| --------------------------------------------- | --------------------------------------------- | --------------------------------------------- | --------------------------------------------- | --------------------------------------------- | --------------------------------------------- | --------------------------------------------- | --------------------------------------------- |
| 1849                                          | 1900                                          | 1930                                          | 1960                                          | 1981                                          | 1991                                          | 2001                                          | 2004                                          |
| 13 844                                        | 22 051                                        | 23 426                                        | 24 273                                        | 21 220                                        | 19 985                                        | 19 083                                        | 19 215                                        |

## Состав муниципалитета
В муниципалитет входят следующие районы:
1. Байойнш
2. Бордоньюш
3. Кандал
4. Карвальяйш
5. Коваш-ду-Риу
6. Фигейреду-де-Алва
7. Маньоусе
8. Пинделу-душ-Милагреш
9. Пинью
10. Санта-Круш-да-Трапа
11. Серразеш
12. Сул
13. Сан-Криштован-де-Лафойнш
14. Сан-Фелиш
15. Сан-Мартинью-даш-Мойташ
16. Сан-Педру-ду-Сул
17. Валадареш
18. Вила-Майор
19. Варзеа